# Skiemonys
Skiemonys è una città del distretto di Anykščiai della contea di Utena, nel nord-est della Lituania. Secondo un censimento di 2011, la popolazione ammonta a 38 persone e costituisce un’autonoma seniūnija.
Non è molto distante da Alanta e Leliūnai.

## Storia
Il centro abitato viene menzionato per la prima volta in un atto ufficiale del XV secolo in cui si fa riferimento alla costruzione della chiesa (o cappella) locale. Nel 1571, a Skiemonys furono concessi i diritti riservati alle città. Nel 1777 fu istituita una scuola parrocchiale.
Dal 2011 lo stemma attuale di Skiemonys è divenuto quello ufficiale.

## Galleria d’immagini

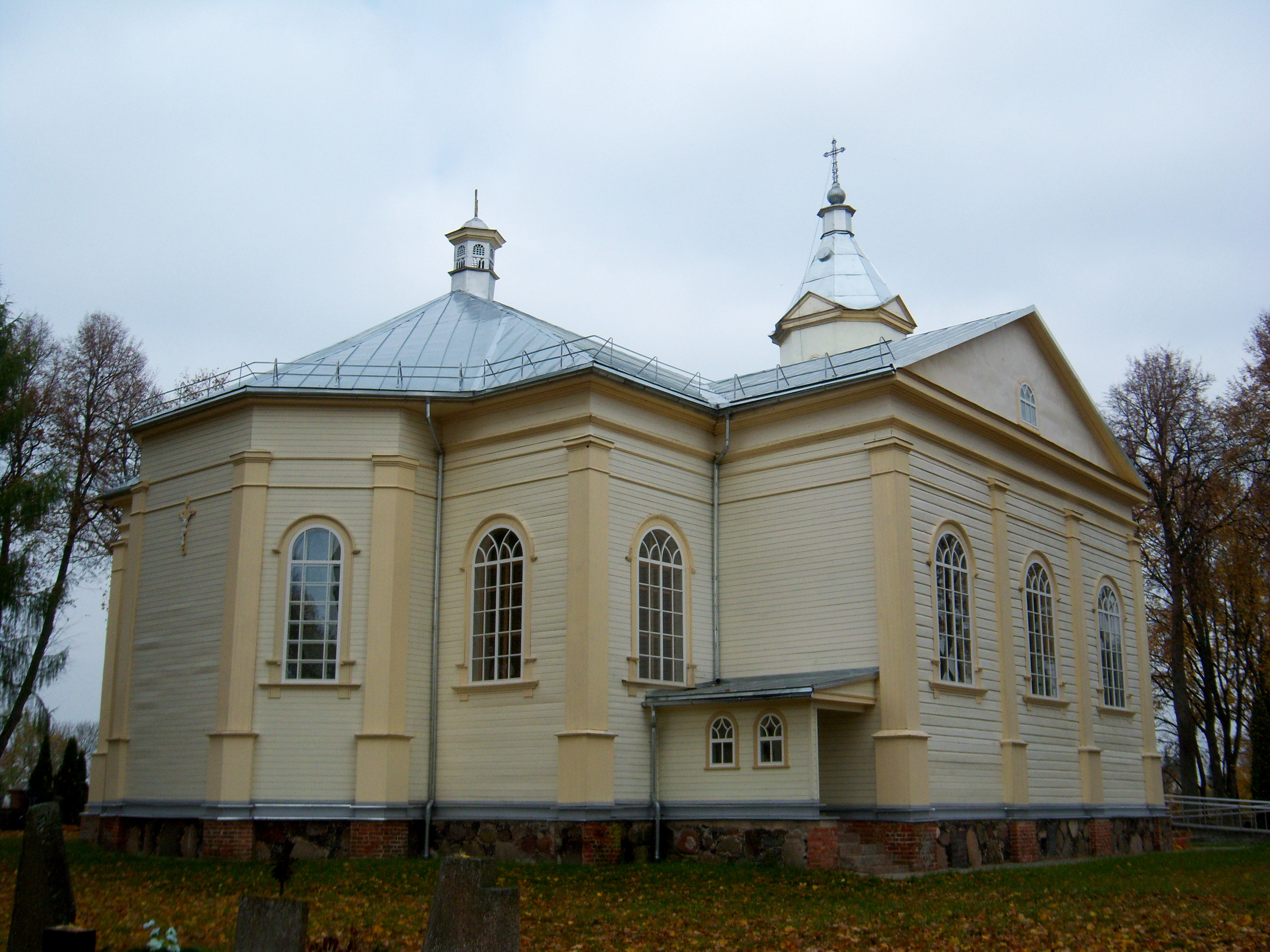
Chiesa di Santa Maria (del XV secolo)
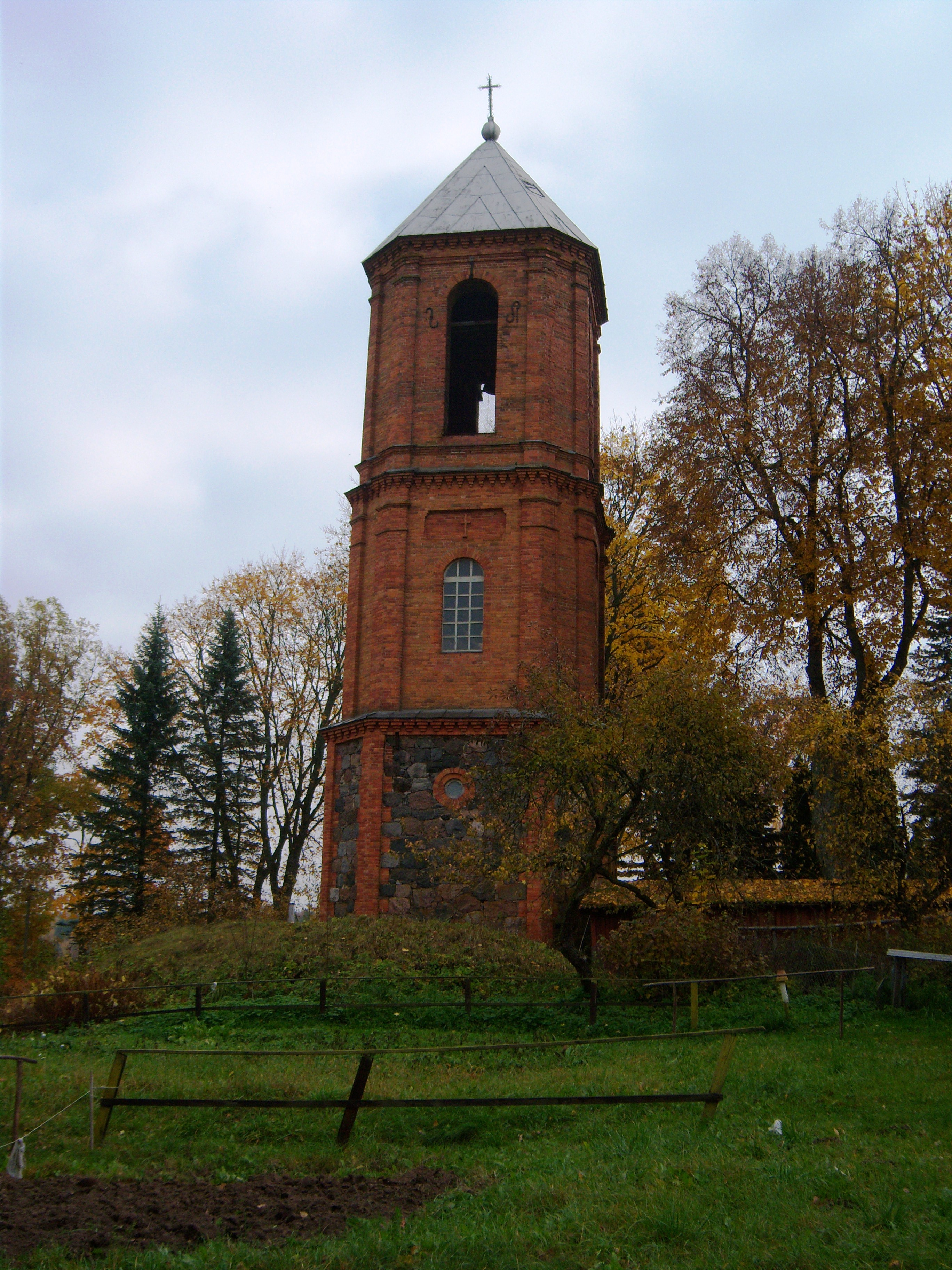
Campanile
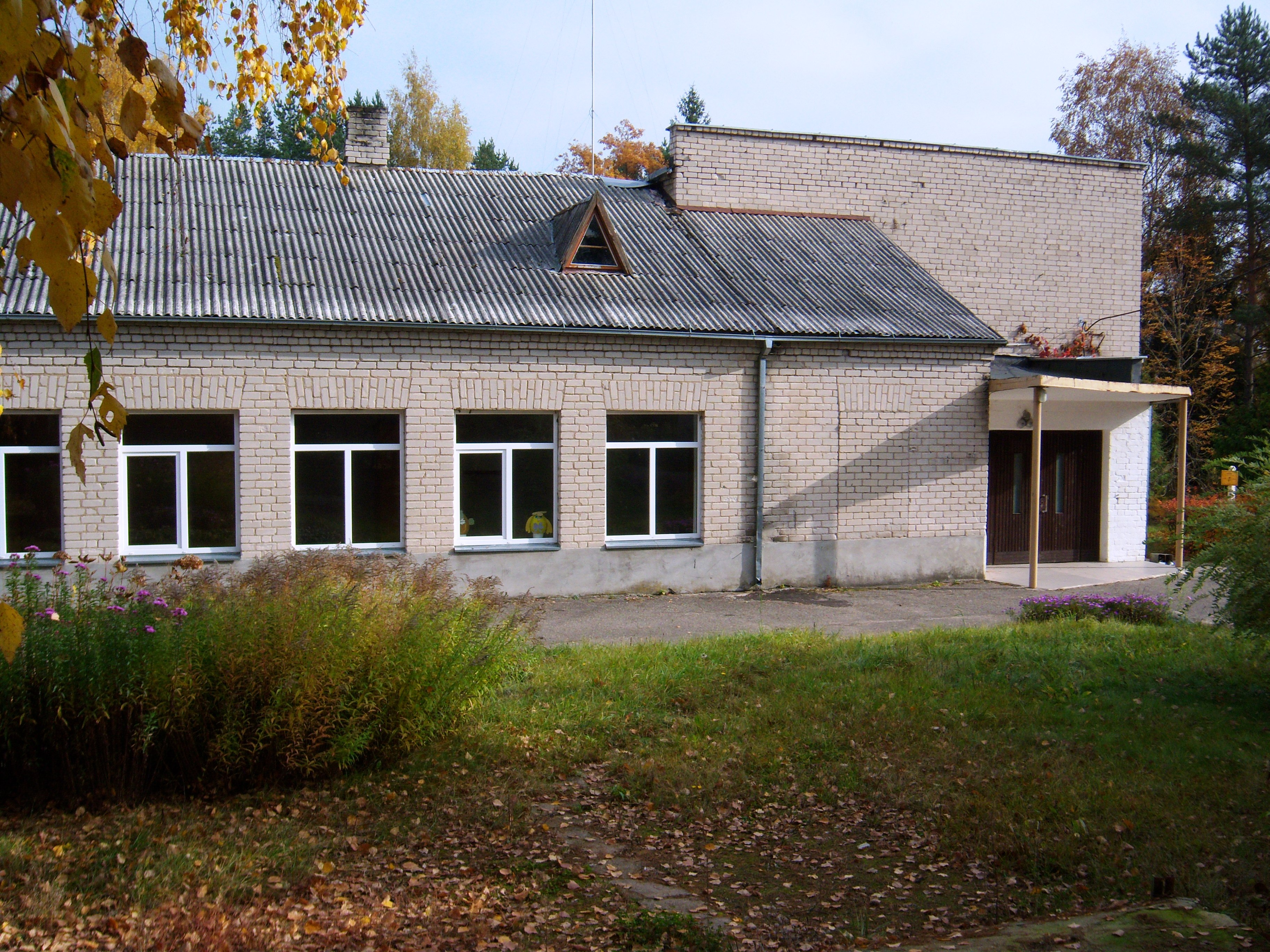
Scuola
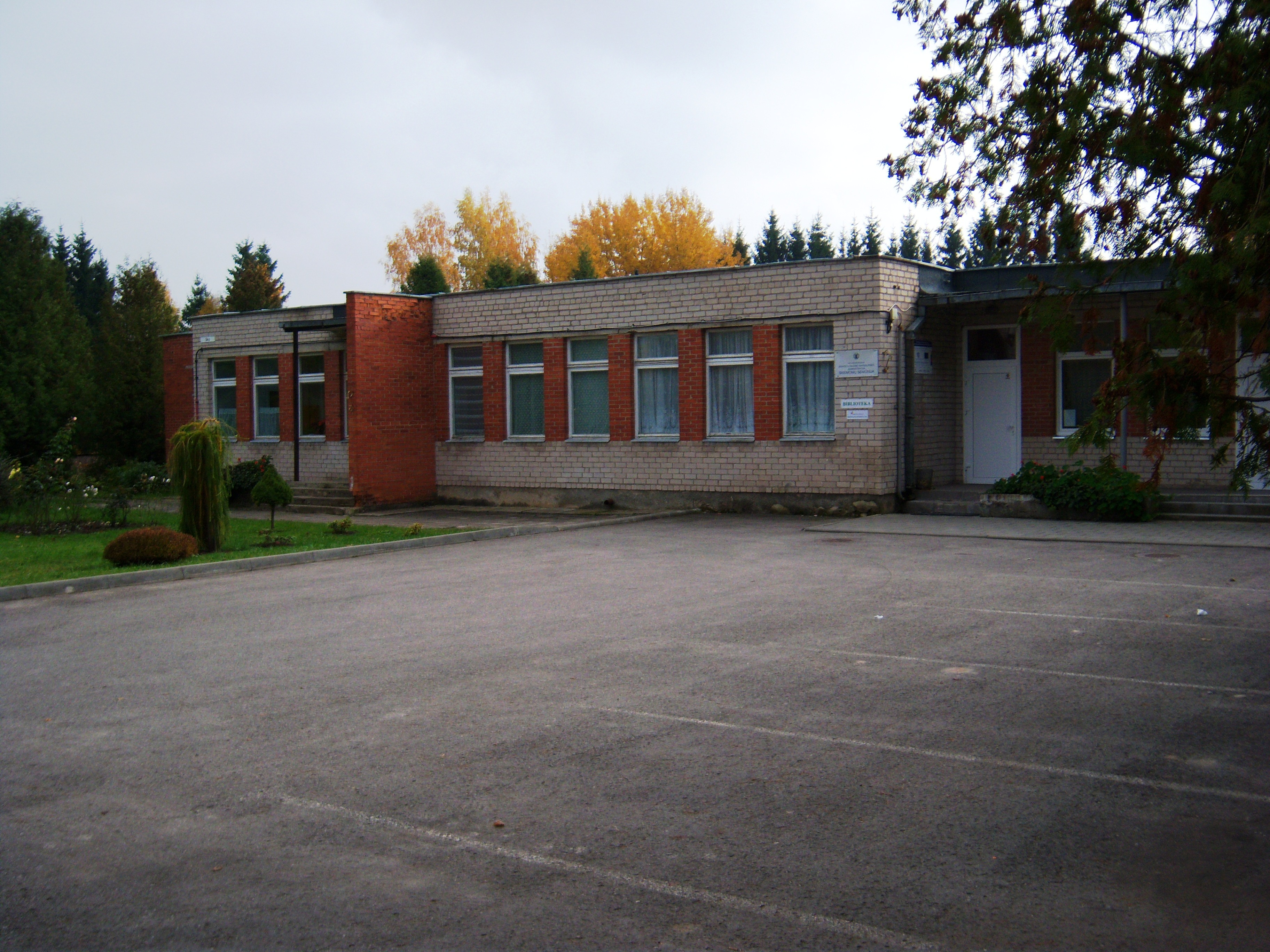
Parrocchia
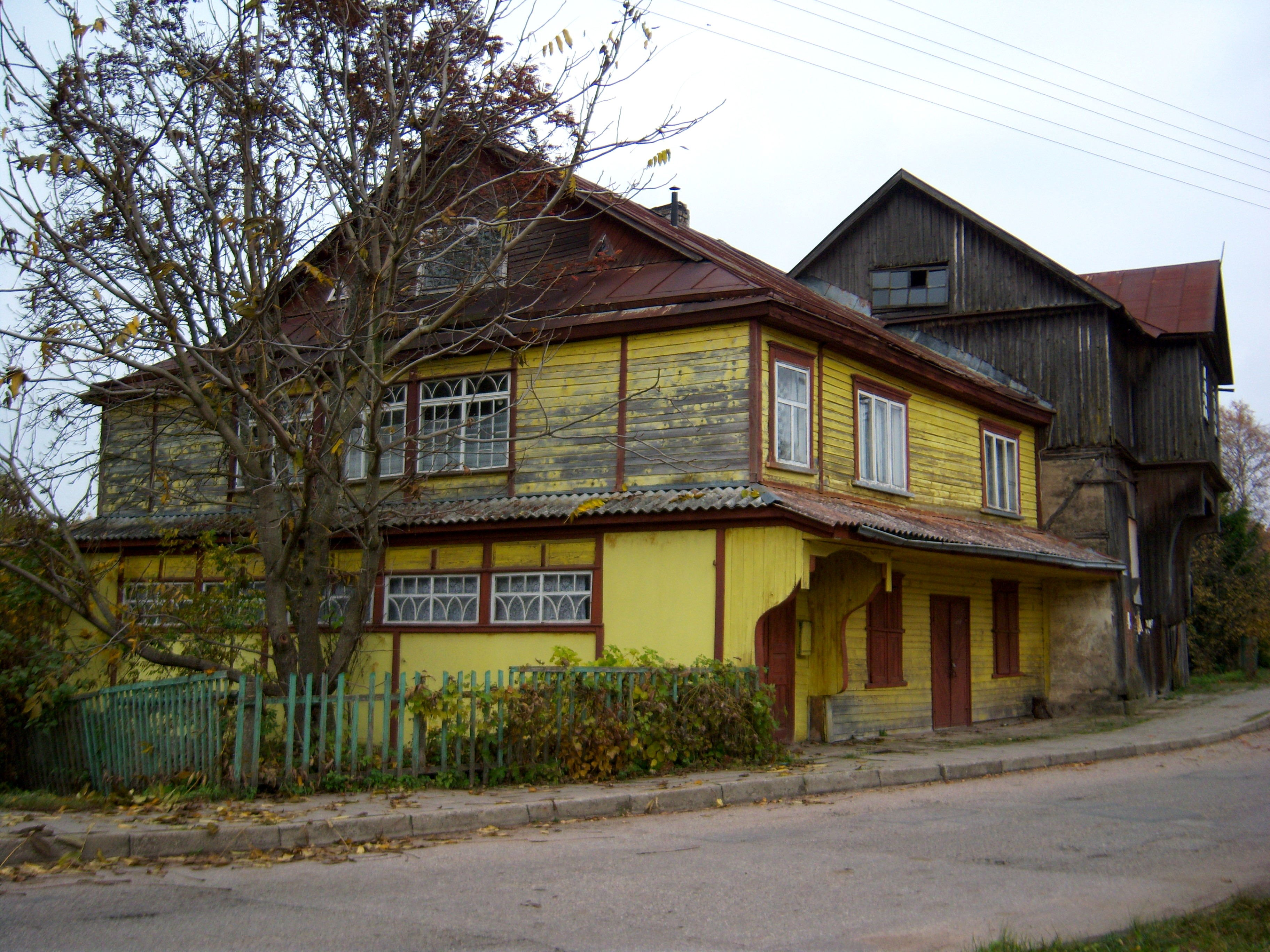
Vecchio mulino
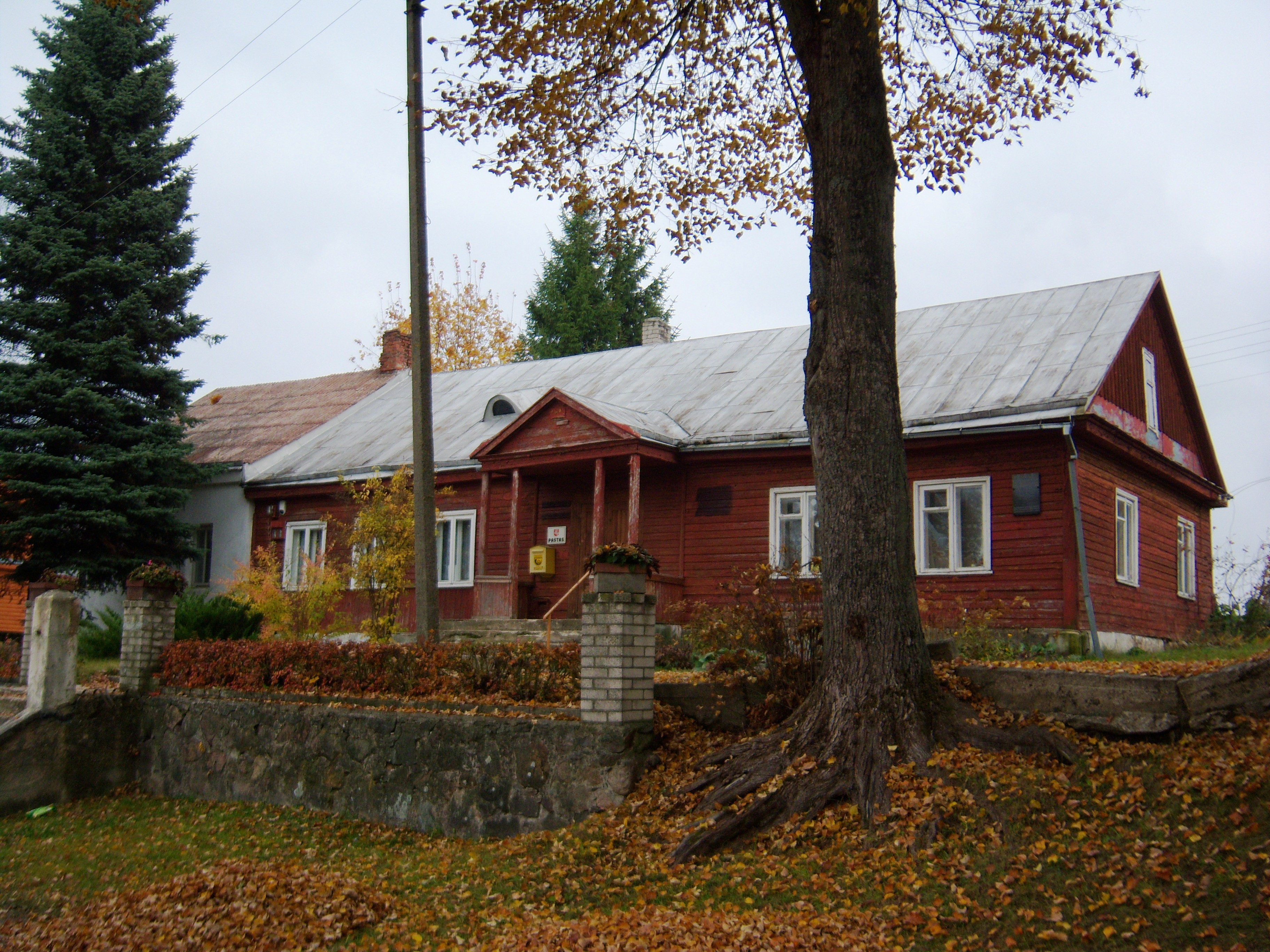
Ufficio postale
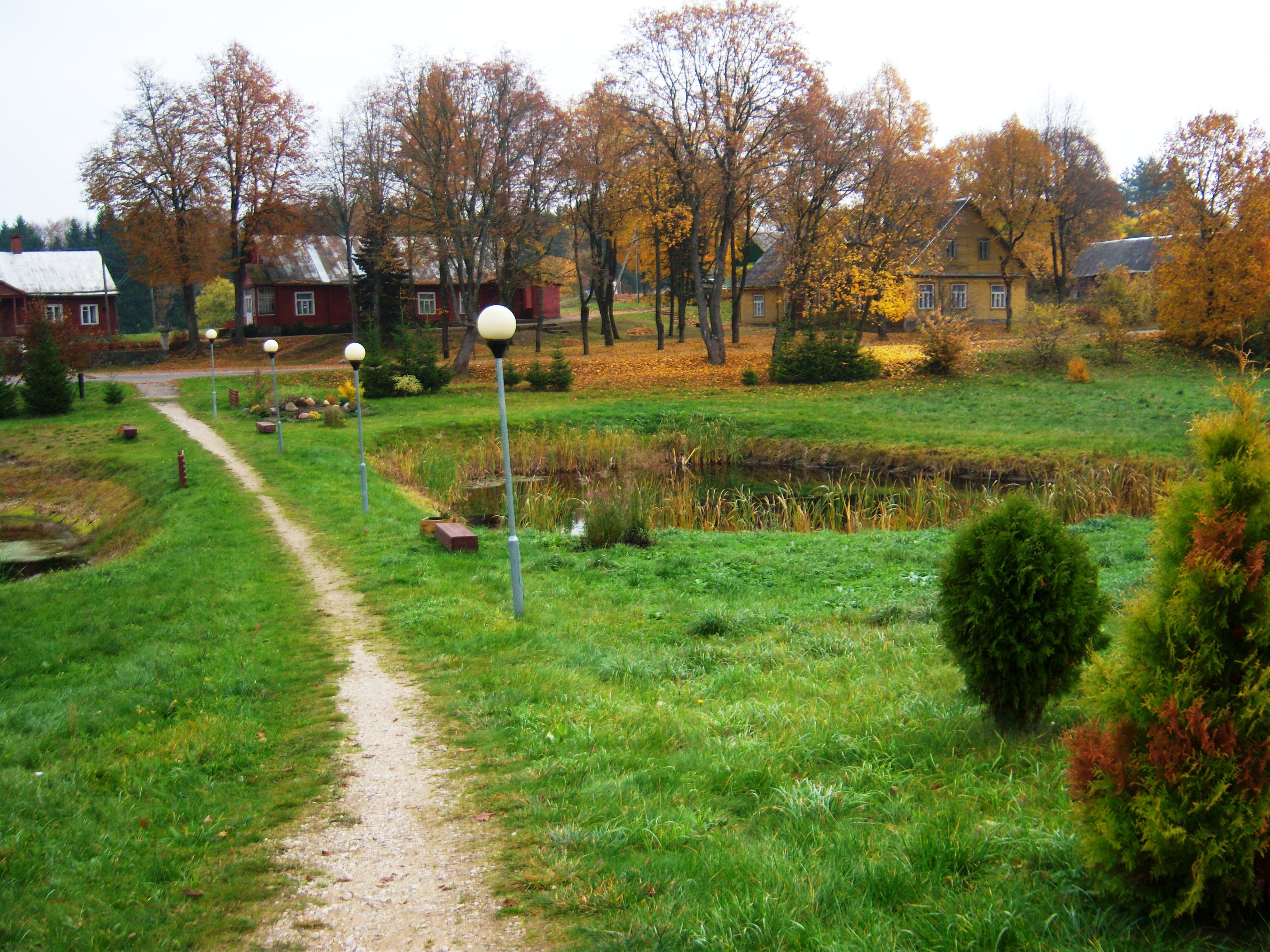
Parco
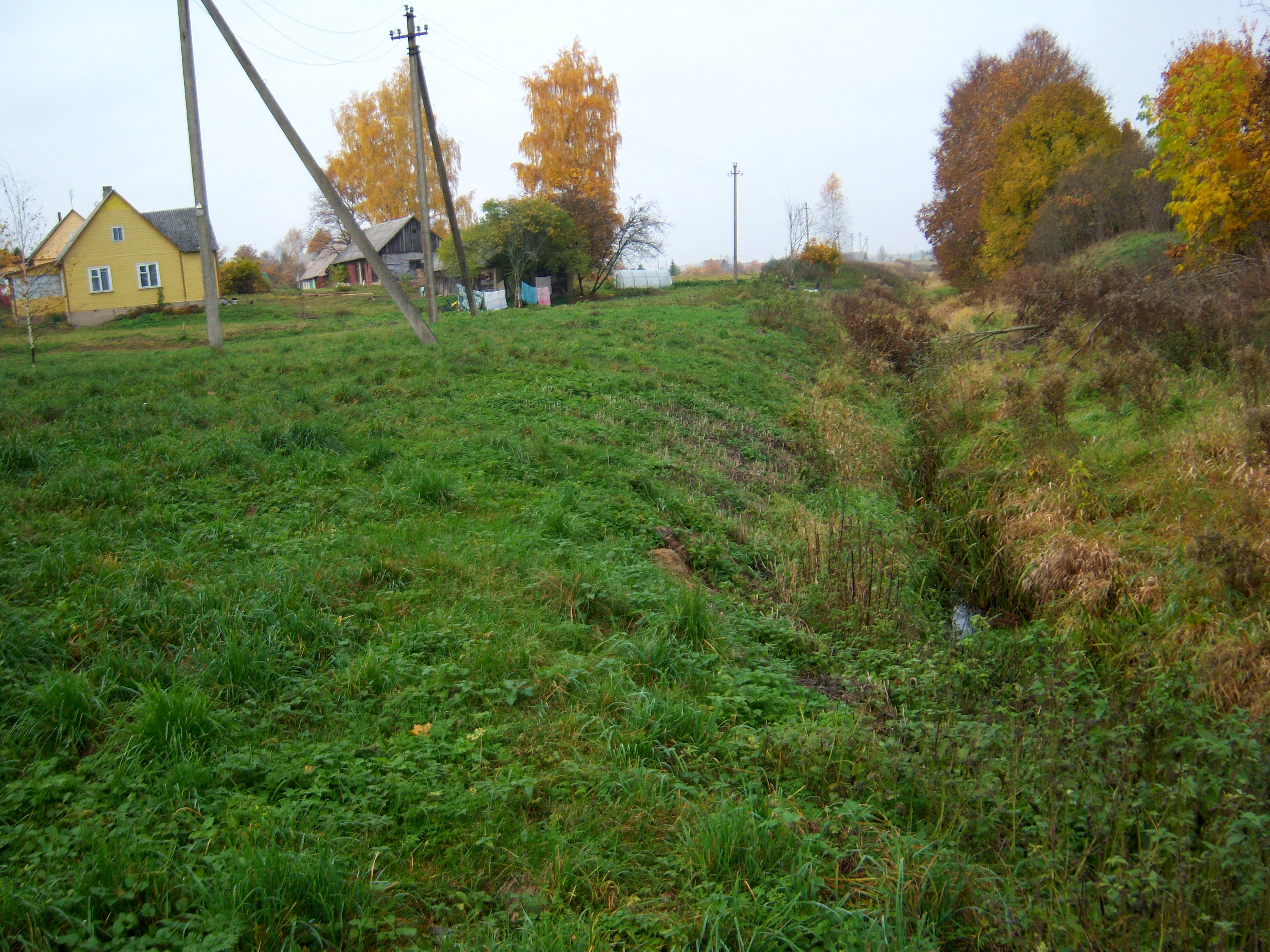
Lukna (torrente che affluisce nel fiume Šventoji)